# Antennella allmani
Antennella allmani är en nässeldjursart som beskrevs av Armstrong 1879. Antennella allmani ingår i släktet Antennella och familjen Halopterididae.
Artens utbredningsområde är Indiska oceanen. Inga underarter finns listade i Catalogue of Life.